# Zaken zijn zaken (toneelstuk)

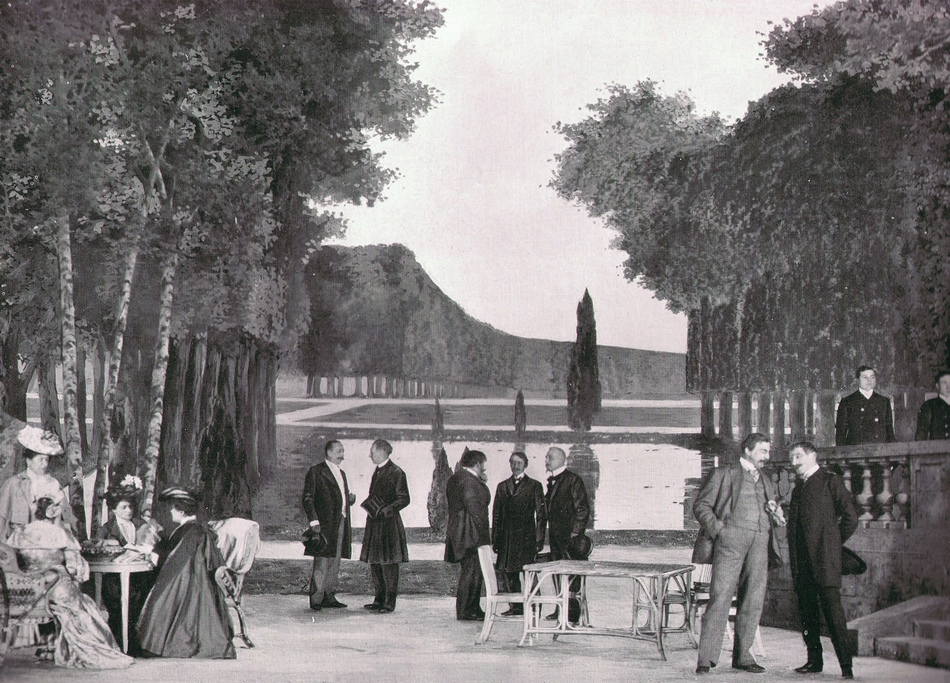
Les affaires sont les affaires, Comédie-Française, 1903

Zaken zijn zaken (Frans: Les affaires sont les affaires), geschreven in de traditie van Molière,  is een zedenschildering in blijspelvorm van de Franse schrijver Octave Mirbeau. Dit belangrijke toneelstuk is op 20 april 1903 voor de Comédie-Française gespeeld. Het was het grootste toneelsucces in Europa in het begin van de twintigste eeuw.

## De wereld van zakenlieden
De anarchist Mirbeau schandmerkt de wereld van zakenlieden die hun gangstermentaliteit gelegaliseerd zien en die triomf belooft aan gewetenloze avonturiers door middel van het personage Isidore Lechat, een machtig en gewetenloos zakenman, puur product van het kapitalistische systeem in zijn fase van imperialistische expansie, dit alles in verstandhouding met een klasseregering van welgestelden en met de zegen van de katholieke kerk.
Mirbeau weigert echter elk zwart-witdenken. Enerzijds benadrukt hij het feit dat, ondanks alles, piraten zoals Lechat de productieve krachten ontwikkelen en zo bijdragen aan het vergroten van de nationale rijkdom, in tegenstelling tot de parasieten van de oude aristocratie. Anderzijds blijkt de laaghartige en misdadige afdwinger Isidore Lechat uiteindelijk in staat zelf te lijden: in de tragische ontknoping van het verhaal verliest hij zijn geliefde zoon Xavier, die omkomt in een auto-ongeval, en zijn dochter Germaine, in opstand tegen haar vader, ontvlucht de gouden kooi met haar minnaar, Lucien Garraud. Rijkdom is niets tegenover de dood en tegenover de ware liefde.